# Pierre Alexandre Tardieu
Pour les articles homonymes, voir Tardieu (patronyme).

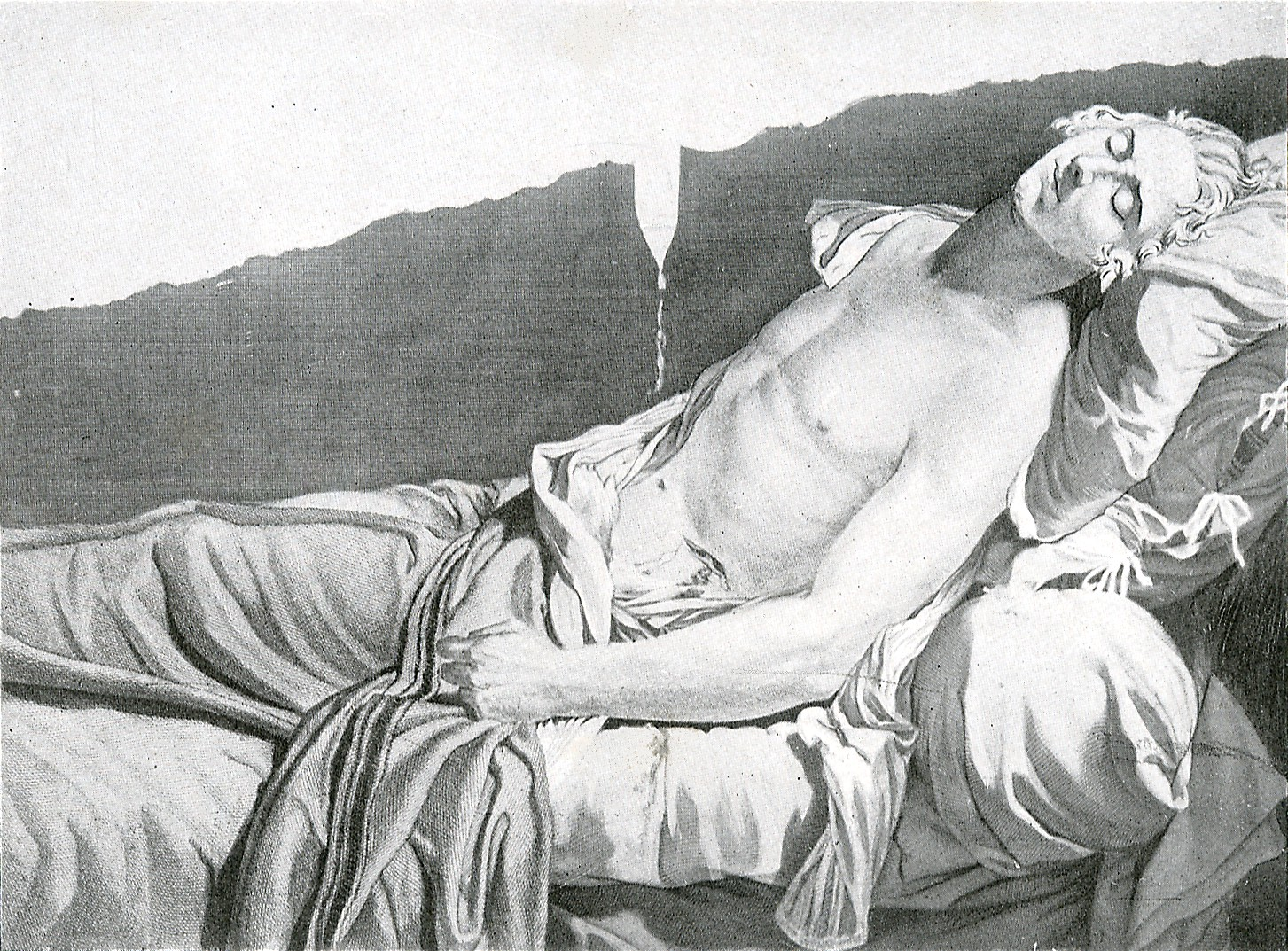
Les Derniers moments de Michel Lepeletier (1793), gravure de Tardieu d'après le tableau de Jacques-Louis David.

Pierre Alexandre Tardieu, né le 2 mars 1756 à Paris où il est mort le 3 août 1844, est un graveur français.

## Biographie
Pierre-Alexandre Tardieu est baptisé en la paroisse Saint-Étienne-du-Mont le 3 mars 1756, lendemain de sa naissance. Il est le fils de Pierre-Joseph Tardieu et d'Anne-Catherine Labdouche. Il est issu d'un premier lit de son père, dans une fratrie de 26 enfants[réf. nécessaire] dont cinq deviendront graveurs. Il est notamment le frère d'Antoine-François Tardieu. Il fut d’abord élève de son oncle Jacques-Nicolas, il le fut ensuite de Jean-Georges Wille.
Tardieu a été le dernier artiste à conserver la tradition, qui était pour lui une tradition familiale, de l’école de gravure des XVIIe et XVIIIe siècles. Ses travaux embrassent une période de près de soixante-dix ans, et il plusieurs de ses plus beaux portraits sont antérieurs de plus d’un demi-siècle à sa mort. Il s’appliqua principalement à imiter Nanteuil et Edelinck. Parmi les gravures d'interprétation dans lesquels il a surtout montré le talent qu’il avait de s’identifier avec chaque peintre, de reproduire le caractère, le style et jusqu’à l’effet pittoresque de la composition originale qu’il se chargeait de graver, il y a notamment le Saint Michel d’après Raphaël, le Saint Jérôme du Dominiquin, la Judith d’Allori, Ruth et Booz d’Hersent. Parmi les pièces de moindre dimension, les portraits représentant Henri IV, Voltaire, le comte d’Arundel, Christine, Charles XII, Stanislas, Napoléon, sont cités par Rochette comme les plus célèbres. Il a réalisé entre autres la copie en gravure d’après Les Derniers Moments de Michel Lepeletier de Jacques-Louis David. Un unique exemplaire de cette gravure est préservé[Où ?], après que la fille du conventionnel assassiné eut fait détruire le cuivre et les tirages. C’est, avec un dessin d’Anatole Desvoges, le rare témoignage du tableau disparu de David.
Il fut reçu membre de l’Institut en 1822 ; il était de l’Académie des beaux-arts, de l’Académie de Saint-Pétersbourg et de l’Académie de Milan. Il fut nommé chevalier de la Légion d’honneur en 1823. Il est inhumé au cimetière du Père-Lachaise à Paris (2e division).

## Collections publiques
- Chantilly, musée Condé : Henri Prince De Navarre à l'âge de 4 ans, 1557, d’après François Clouet[7] ;
- Gray, musée Baron-Martin :
  - Napoléon Le Grand, d'après Prud'hon, gravure sur papier, 47 x 35 cm ;
  - Ivan VI (portrait d'), d'après Prud'hon, gravure sur papier, 6 x 5 cm ;
- Pau, musée national du château de Pau :
  - Henri IV, d’après François Janet, Baudouin (dessinateur)[8] ;
  - Henri IV, d’après Frans II Pourbus[9] ;
  - Henri IV, de la galerie de S.A.S Monseigneur le duc d’Orléans, d’après Frans II Pourbus[10] ;
  - Henri IV, de la galerie de S.A.S Monseigneur le duc d’Orléans, d’après Baudouin (dessinateur)[11] ;
  - Henri IV, Jean-Michel Moreau le Jeune (éditeur)[12] ;
- Villers-Cotterêts ; musée Alexandre Dumas :
  - Portrait de Charles-Albert Demoustier, d'après Jacques-Augustin-Catherine Pajou[13].

## Élèves
- Pierre François Bertonnier (1791-1858) ;
- Auguste Gaspard Louis Desnoyers ;
- Ambroise Tardieu.